# Мирко Іванич
Мирко Іванич (серб. Мирко Иванић, нар. 13 вересня 1993) — чорногорський футболіст сербського походження, півзахисник клубу «Црвена Звезда». 
Виступав, зокрема, за клуб «Воєводина», а також національну збірну Чорногорії.

## Клубна кар'єра
Народився 13 вересня 1993 року в місті Бачки-Ярак. Вихованець футбольної школи клубу «Воєводина». 
У 2012 році півзахисник був переведений до основного складу і тут же відданий в оренду строком на один рік у «Пролетер», який виступав у Першій лізі Сербії. Дебютний матч провів 22 вересня 2012 року проти «Младості», вийшовши на заміну наприкінці зустрічі. 10 листопада відзначився першим забитим м'ячем у грі з клубом «Чукарички». Усього в сезоні 2012/13 років півзахисник взяв участь у 24 іграх і забив 5 м'ячів. Влітку 2013 року, повернувшись у «Воєводину», Мірко дебютував в єврокубках, з'явившись на полі наприкінці зустрічі кваліфікації Ліги Європи з угорським клубом «Гонведом». Незабаром Іванич знову був орендований «Пролетером».
Наприкінці осені 2013 року в зв'язку з рішенням керівництва «Воєводини» про омолодження складу Іванич був відкликаний з оренди. 22 березня 2014 року провів дебютну гру за клуб з Нови-Сада. 3 травня 2014 року в грі з «Явором» відзначився забитим м'ячем, який став для Мірко першим у Суперлізі Сербії.
Іванич став володарем кубка Сербії 2013/14, взявши участь у фінальному матчі з «Ягодиною», в якому півзахисник записав на свій рахунок результативну передачу.
У сезоні 2014/15 років став одним з ключових гравців команди, зіграв 26 матчів та відзначився 10-ма голами, поступившись лише одним голом Міяту Гачиновичу. Під час останніх днів літнього трансферного вікна 2015 року «Партизан» запропонував за Мирко 1,5 мільйони євро, але сам гравець заявив, що не бажає переходити до складу принципового суперника «Воєводини», ні «Партизану», ні до «Црвени Звезди»
2 лютого 2016 року було оголошено про перехід серба в білоруський БАТЕ. У новій команді взяв 10 номер. Іванич став найдорожчим трансфером в історії БАТЕ, сума переходу разом з бонусами становить 1,5 млн. євро. У складі борисівського клубу закріпився в основі на позиції атакувального півзахисника.

## Виступи за збірні
30 березня 2015 зіграв свій єдиний матч за молодіжну збірну Сербії, вийшовши на заміну наприкінці товариського матчу з Італією (1:0). Влітку того ж року в складі збірної поїхав на молодіжний чемпіонат Європи в Чехію, але так і не з'явився на полі.
У березні 2017 року був запрошений до національної збірної Чорногорії, в складі якої дебютував 26 березня 2017 року відбірковому матчі чемпіонату світу 2018 проти Польщі (1:2). У матчі проти Польщі, в якому чорногорці поступилися з рахунком 1:2, Іванич вийшов на поле на 80-ій хвилині, замінивши Даміра Кояшевича

## Статистика виступів

### Статистика клубних виступів
Станом на 1 січня 2017 року
| Клуб              | Сезон             | Ліга              | Ліга  | Ліга | Кубки | Кубки | Єврокубки | Єврокубки | Загалом | Загалом |
| Клуб              | Сезон             | Турнір            | Матчі | Голи | Матчі | Голи  | Матчі     | Голи      | Матчі   | Голи    |
| ----------------- | ----------------- | ----------------- | ----- | ---- | ----- | ----- | --------- | --------- | ------- | ------- |
| «Пролетер»        | 2012-13           | Перша ліга        | 24    | 5    | 1     | 0     | 0         | 0         | 25      | 5       |
| «Пролетер»        | 2013-14           | Перша ліга        | 15    | 6    | 1     | 0     | 0         | 0         | 16      | 6       |
| Загалом           | Загалом           | Загалом           | 39    | 11   | 2     | 0     | 0         | 0         | 41      | 11      |
| «Воєводина»       | 2013-14           | Суперліга         | 10    | 2    | 2     | 0     | 1         | 0         | 13      | 2       |
| «Воєводина»       | 2014-15           | Суперліга         | 26    | 10   | 2     | 0     | 2         | 1         | 30      | 11      |
| «Воєводина»       | 2015-16           | Суперліга         | 20    | 8    | 2     | 0     | 8         | 2         | 30      | 10      |
| Загалом           | Загалом           | Загалом           | 56    | 20   | 6     | 0     | 11        | 3         | 73      | 23      |
| БАТЕ              | 2016              | Вища ліга         | 15    | 4    | 6     | 2     | 4         | 0         | 25      | 6       |
| Загалом           | Загалом           | Загалом           | 15    | 4    | 6     | 2     | 4         | 0         | 25      | 6       |
| Усього за кар'єру | Усього за кар'єру | Усього за кар'єру | 110   | 35   | 14    | 2     | 15        | 3         | 139     | 40      |

### Статистика виступів за збірну
Станом на 25 березня 2019 року
| Дата       | Місто     | Господарі  | Результат | Гості      | Турнір                               | Голи | Примітки |
| ---------- | --------- | ---------- | --------- | ---------- | ------------------------------------ | ---- | -------- |
| 26-3-2017  | Подгориця | Чорногорія | 1 – 2     | Польща     | Відбір до ЧС 2018                    | -    | 81'      |
| 1-9-2017   | Астана    | Казахстан  | 0 – 3     | Чорногорія | Відбір до ЧС 2018                    | -    | 54'      |
| 4-9-2017   | Подгориця | Чорногорія | 1 – 0     | Румунія    | Відбір до ЧС 2018                    | -    | 70'      |
| 5-10-2017  | Подгориця | Чорногорія | 0 – 1     | Данія      | Відбір до ЧС 2018                    | -    |          |
| 8-10-2017  | Варшава   | Польща     | 4 – 2     | Чорногорія | Відбір до ЧС 2018                    | -    | 53' 67'  |
| 23-3-2018  | Нікосія   | Кіпр       | 0 – 0     | Чорногорія | товариський матч                     | -    |          |
| 27-3-2018  | Подгориця | Чорногорія | 2 – 2     | Туреччина  | товариський матч                     | 1    | 67'      |
| 7-9-2018   | Плоєшті   | Румунія    | 0 – 0     | Чорногорія | Ліга націй УЄФА 2018-2019 - 1-й етап | -    |          |
| 10-9-2018  | Подгориця | Чорногорія | 2 – 0     | Литва      | Ліга націй УЄФА 2018-2019 - 1-й етап | -    |          |
| 11-10-2018 | Подгориця | Чорногорія | 0 – 2     | Сербія     | Ліга націй УЄФА 2018-2019 - 1-й етап | -    | 73'      |
| 14-10-2018 | Вільнюс   | Литва      | 1 – 4     | Чорногорія | Ліга націй УЄФА 2018-2019 - 1-й етап | -    |          |
| 17-11-2018 | Белград   | Сербія     | 2 – 1     | Чорногорія | Ліга націй УЄФА 2018-2019 - 1-й етап | -    |          |
| 20-11-2018 | Подгориця | Чорногорія | 0 – 1     | Румунія    | Ліга націй УЄФА 2018-2019 - 1-й етап | -    | 61'      |
| 22-3-2019  | Софія     | Болгарія   | 1 – 1     | Чорногорія | Відбір до ЧЄ 2020                    | -    |          |
| 25-3-2019  | Подгориця | Чорногорія | 1 – 5     | Англія     | Відбір до ЧЄ 2020                    | -    |          |
| Усього     |           | Матчів     | 15        |            | Голів                                | 1    |          |

## Досягнення
Воєводина
- Кубок Сербії
  -  Володар (1): 2013/14

БАТЕ
- Суперкубок Білорусі
  -  Володар (2): 2016, 2017
- Білоруська футбольна вища ліга
  -  Чемпіон (3): 2016, 2017, 2018

Црвена Звезда
- Чемпіонат Сербії
  -  Чемпіон (7): 2018/19, 2019/20, 2020/21, 2021/22, 2022/23, 2023/24, 2024/25
- Кубок Сербії
  -  Володар (5): 2020/21, 2021/22, 2022/23, 2023/24, 2024/25